# Sing Si
Sing Si (舞狮) (japanska 獅子舞 shishimai) står för kinesisk lejondans. Lejondansen som är en kinesisk tradition dansas under helgdagar och viktiga evenemang. Detta görs för att driva bort det onda, så att lycka och välgång kan ta dess plats. 

## Historik
Det sägs att Sing Si (lejondans) kom till under Tangdynastin (618-907). Historien berättar att kejsaren under den tiden hade en dröm, där han såg ett märkligt djur som räddade hans liv. När han vaknade, beskrev han djuret i detalj för sina ministrar. En av hans ministrar berättade att djuret han beskrev lät som ett djur från väst, som kallades för lejon. Lejonet hade räddat kejsaren i hans dröm, vilket ledde till att kejsaren trodde att djuret förde med sig stor lycka. Lejonet är därför nu symbolen för god lycka i Kina.
Det kinesiska lejonet är själen och stoltheten i Hung Gar. Den berömda Sagan om de tre kungarikena berättar om de fyra berömda kampkonstutövarna Guan Yu, Zhang Fei, Liu Bei och Lü Bu. Det är dessa fyra personer som blivit förebilderna till de kinesiska lejonen. Varje lejon har sin egen personlighet.

### Nien och lejonet
För länge sedan dök det upp ett elak och ondskefullt djur i Kina som kallades för “Nien”, vilket nästan låter som ordet för nyår på kinesiska. Djuret hade stor hunger och åt både djur och människor. Varken tigern eller räven lyckades besegra Nien, så människorna frågade lejonet om hjälp. Lejonet ville hjälpa människorna och anföll Nien med sin enorma kraft och skadade det ondskefulla djuret. Med svansen mellan benen gav sig Nien iväg och svor att komma tillbaka för att hämnas. 
Nästa år återvände Nien, men lejonet var inte där, han var och vaktade kejsarens portar. I lejonets frånvaro så beslöt sig människorna för att ta saken i egna händer. De skapade ett konstgjort djur av kläder och trä som liknade lejonet. Två av byborna klev in i det konstgjorda lejonet och fick det att se levande ut. När Nien såg lejonet, så blev djuret rädd och gav sig iväg. Än idag dansar de kinesiska lejonen för att skrämma iväg ondska och bringa tur.

### Dai Fut
Det sägs att för en lång tid sedan i en by i Kina var det ett lejon som terroriserade folket i byn. Folket i byn var verkligen rädda för lejonet och vägrade gå ut ur sina hem, vilket i sin tur ledde till att byn höll på att falla samman. Ledaren i byn skickade ett bud till det buddhistiska templet att de behövde hjälp. Templet skickade en munk för att tämja lejonet och göra honom till byns beskyddare. Det är därför Dai Fut dansar runt lejonet, för att han är lejonets herre.